# Desmodium wade
Desmodium wade là một loài thực vật có hoa trong họ Đậu. Loài này được (Vand.) DC. miêu tả khoa học đầu tiên.